# Breitenbach-Haut-Rhin
 Breitenbach-Haut-Rhin  (en alsacià Braitebàch) és un municipi francès, situat a la regió del Gran Est, al departament de l'Alt Rin. L'any 1999 tenia 839 habitants. Es diu així per diferenciar-se de Breitenbach, municipi del Baix Rin.

## Demografia
| 1962 | 1968 | 1975 | 1982 | 1990 | 1999 |
| ---- | ---- | ---- | ---- | ---- | ---- |
| 849  | 834  | 862  | 835  | 854  | 839  |

## Administració
| Període | Identitat    | Partit |
| ------- | ------------ | ------ |
| 2001-   | Pierre Gsell |        |